# Wikariat Cerreto Sannita
Wikariat Cerreto Sannita – jeden z 4 wikariatów rzymskokatolickiej diecezji Cerreto Sannita-Telese-Sant’Agata de’ Goti we Włoszech. 
Według stanu na wrzesień 2017 w skład wikariatu Cerreto Sannita wchodziło 14 parafii rzymskokatolickich. 

## Lista parafii
Źródło:
| Lp. | Miejscowość         | Parafia                                                              | Grafika | Kościół                                                                                     | Adres                                                    | Proboszcz                 |
| --- | ------------------- | -------------------------------------------------------------------- | ------- | ------------------------------------------------------------------------------------------- | -------------------------------------------------------- | ------------------------- |
| 1   | Cerreto Sannita     | Parafia Najświętszego Serca Jezusowego                               |         | Katedra Najświętszego Serca Jezusowego w Cerreto Sannita                                    | Piazza Luigi Sodo - 82032 Cerreto Sannita (BN)           | Mons. Di Meo Antonio      |
| 2   | Cerreto Sannita     | Parafia św. Marcina, biskupa                                         |         | Kościół św. Marcina w Cerreto Sannita                                                       | Piazza San Martino - 82032 Cerreto Sannita (BN)          | don Viscosi Edoardo       |
| 3   | Cusano Mutri        | Parafia św. Jana Chrzciciela                                         |         | Kościół św. Jana Chrzciciela w Cusano Mutri                                                 | Largo San Giovanni - 82033 Cusano Mutri (BN)             | don Petronzi Pasquale     |
| 4   | Cusano Mutri        | Parafia Świętych Apostołów Piotra i Pawła                            |         | Kościół Świętych Apostołów Piotra i Pawła w Cusano Mutri                                    | Via San Pietro - 82033 Cusano Mutri (BN)                 | don Giacomo Buffolino     |
| 5   | Cusano Mutri        | Parafia św. Bartłomieja Apostoła                                     |         | Kościół św. Bartłomieja Apostoła w Cusano Mutri                                             | Via San Bartolomeo, 82033 Civitella di Cusano Mutri (BN) | don Giusepe Campagnuolo   |
| 6   | Faicchio            | Parafia Najświętszej Maryi Panny Wniebowziętej                       |         | Kościół Najświętszej Maryi Panny Wniebowziętej w Faicchio                                   | Via Collegiata - 82030 Faicchio (BN)                     | don Filippo Figliola      |
| 7   | Faicchio            | Parafia Najświętszej Maryi Panny Pełnej Łaski                        |         | Kościół Najświętszej Maryi Panny Pełnej Łaski w Faicchio                                    | Piazza Annunziata, 1 - 82030 Casali di Faicchio (BN)     | don Goglia Saverio        |
| 8   | Faicchio            | Parafia św. Mikołaja z Bari                                          |         | Kościół św. Mikołaja z Bari w Faicchio                                                      | 82030 Massa di Faicchio (BN)                             | don Della Valle Michele   |
| 9   | Gioia Sannitica     | Parafia św. Feliksa i Świętych Apostołów Piotra i Pawła              |         | Kościół św. Feliksa i Świętych Apostołów Piotra i Pawła w Gioia Sannitica                   | Via Vecchia per Telese - 81010 Gioia Sannitica (CE)      | don Antonio Parrillo      |
| 10  | Gioia Sannitica     | Parafia Najświętszego Odkupiciela                                    |         | Kościół Najświętszego Odkupiciela w Gioia Sannitica                                         | Via Caselle - 81010 Gioia Sannitica (CE)                 | don Ciervo Andrea         |
| 11  | Gioia Sannitica     | Parafia Najświętszej Maryi Panny z góry Karmel                       |         | Kościół Najświętszej Maryi Panny z góry Karmel w Gioia Sannitica                            | Via Curti - 81010 Gioia Sannitica (CE)                   | don Ciervo Andrea         |
| 12  | Guardia Sanframondi | Parafia Najświętszej Maryi Panny Wniebowziętej i św. Filipa Apostoła |         | Bazylika Najświętszej Maryi Panny Wniebowziętej i św. Filipa Apostoła w Guardia Sanframondi | Piazza San Filippo, 14 - 82034 Guardia Sanframondi (BN)  | padre Giustino Di Santo   |
| 13  | Pietraroja          | Parafia Najświętszej Maryi Panny Wniebowziętej                       |         | Kościół Najświętszej Maryi Panny Wniebowziętej w Pietraroja                                 | Piazza San Nicola - 82030 Pietraroja (BN)                | don Donatello Camilli     |
| 14  | San Lorenzello      | Parafia św. Wawrzyńca, męczennika                                    |         | Kościół św. Wawrzyńca w San Lorenzello                                                      | Via Roma - 82030 San Lorenzello (BN)                     | don Volpe Michele Antonio |